# 弗農鎮區 (愛荷華州迪比克縣)
弗農鎮區（英語：Vernon Township）是位於美國愛荷華州迪比克縣的一個行政鎮區。

## 地方資料
根據2010年美國人口普查的數據，弗農鎮區的面積為93.93平方千米，當中陸地面積為93.93平方千米，而水域面積為0.00平方千米。當地共有人口3072人，而人口密度為每平方千米32.71人。